# Rhondia
Rhondia is een kevergeslacht uit de familie van de boktorren (Cerambycidae). De wetenschappelijke naam van het geslacht werd voor het eerst geldig gepubliceerd in 1906 door Gahan.

## Soorten
Rhondia omvat de volgende soorten:
- Rhondia attelaboides Pesarini & Sabbadini, 1997
- Rhondia bicoloripes Pic, 1957
- Rhondia bispinosa Holzschuh, 1998
- Rhondia formosa Matsushita, 1931
- Rhondia fragosa Holzschuh, 1998
- Rhondia maculithorax Pu, 1992
- Rhondia oxyoma (Fairmaire, 1889)
- Rhondia placida Heller, 1923
- Rhondia pugnax (Dohrn, 1878)